# Municipio de Lower Alloways Creek
El municipio de Lower Alloways Creek (en inglés: Lower Alloways Creek Township) es un municipio ubicado en el condado de Salem  en el estado estadounidense de Nueva Jersey. En el año 2010 tenía una población de 1,770 habitantes y una densidad poblacional de 22 personas por km².

## Geografía
El municipio de Lower Alloways Creek se encuentra ubicado en las coordenadas 39°27′30″N 75°26′59″O / 39.45833, -75.44972.

## Demografía
Según la Oficina del Censo en 2000 los ingresos medios por hogar en el municipio eran de $55,078 y los ingresos medios por familia eran $59,653. Los hombres tenían unos ingresos medios de $44,081 frente a los $30,313 para las mujeres. La renta per cápita para la localidad era de $21,962. Alrededor del 7.3% de la población estaba por debajo del umbral de pobreza.